# Festival internazionale del cinema di Mar del Plata
Il Festival internazionale del cinema di Mar del Plata (in spagnolo: Festival Internacional de Cine de Mar del Plata) è un festival cinematografico internazionale che si svolge ogni anno, nel mese di novembre, nella città di Mar del Plata in Argentina. E l'unico festival cinematografico "competitivo" dell'America Latina che sia riconosciuto dalla FIAPF (Fédération Internationale des Associations de Producteurs de Films) ed è il più antico fra i festival di questa categoria che si svolgono nel continente americano.

## Storia
Il festival, intitolato dapprima Festival Cinematografico Internacional, fu inaugurato nel 1954 come rassegna non competitiva di film internazionali selezionati. Parteciparono alle prime edizioni del festival, in qualità di ospiti, alcuni famosi artisti internazionali come Mary Pickford, Gina Lollobrigida, Edward G. Robinson ed Errol Flynn. La manifestazione continuò con le stesse caratteristiche fino al 1959, anno in cui la Asociación de Cronistas Cinematográficos de la Argentina ne modificò lo statuto per cui il festival fu approvato e riconosciuto dalla FIAPF.
Nel 1964 la sede fu trasferita temporaneamente a Buenos Aires e il nome del festival fu cambiato in Festival Cinematografico Internacional de la República Argentina. Il festival non venne svolto dal 1967 al 1969, successivamente al colpo di Stato militare del 1966 in Argentina e all'allestimento di un festival cinematografico a Rio de Janeiro, in Brasile. Riprese nel 1970, ma subì una nuova e lunga interruzione fino al 1996. Da allora non ci sono più state interruzioni e il Festival è stato incluso nella «categoria A», la più alta della FIAPF.

## Premi
In origine i premi venivano chiamati "Ombú", con il nome dell'albero caratteristico delle pampa argentine; nel 2004 il nome fu cambiato in "Astor", da Astor Piazzolla. 
Fino all'edizione del 2006 venivano assegnati i premi per: Miglior Film, Miglior Regista, Miglior Attrice, Miglior Attore, Migliore Sceneggiatura, Premio speciale della giuria. Dalla ventiduesima edizione del Festival, svoltosi dall'8 al 18 marzo 2007, è stato introdotto un nuovo concorso per il miglior film diretto da un cineasta latino-americano (Premio Ernesto Che Guevara).
- Astor d'oro al miglior film
- Astor d'argento al miglior film iberoamericano
- Astor d'argento al miglior attore
- Astor d'argento alla miglior attrice
- Astor d'argento al miglior regista